# Cataetyx rubrirostris
Cataetyx rubrirostris är en fiskart som beskrevs av Gilbert, 1890. Cataetyx rubrirostris ingår i släktet Cataetyx och familjen Bythitidae. Inga underarter finns listade i Catalogue of Life.